# سقاخانه گذر قلی
سقاخانه گذر قلی مربوط به دوره قاجار است و در تهران، خیابان خیام، محله سنگلج، گذرقلی، نبش سه راه بازارچه واقع شده و این اثر در تاریخ ۱۷ خرداد ۱۳۷۹ با شمارهٔ ثبت ۲۶۹۱ به‌عنوان یکی از آثار ملی ایران به ثبت رسیده است.